# Annandale (New Jersey)
Annandale – jednostka osadnicza w Stanach Zjednoczonych, w stanie New Jersey, w hrabstwie Hunterdon.